# Sinthusa discolor
Sinthusa discolor är en fjärilsart som beskrevs av Adalbert Seitz 1926. Sinthusa discolor ingår i släktet Sinthusa och familjen juvelvingar. Inga underarter finns listade i Catalogue of Life.